# 계남고등학교
계남고등학교(桂南高等學校)는 대한민국 경기도 부천시 원미구 중동에 있는 공립 고등학교이다.

## 학교 연혁
- 1992년 10월 8일 : 계남고등학교 설립인가 (학년당 보통과 10학급 남*여 공학)
- 1993년 3월 1일 : 초대 이학림 교장 취임
- 1993년 3월 4일 : 입학식 (8학급 386명)
- 1994년 2월 3일 : 도교육청 체육활동 시범학교 지정
- 1994년 12월 30일 : 본관 교실 완공
- 1995년 2월 15일 : 제1회 졸업식
- 2000년 3월 24일 : 정도관 준공
- 2004년 11월 5일 : 동관 층축 완공(5층, 어학실 4개 교실)
- 2005년 3월 1일 : 봉사활동 시범학교 지정(05.3.1 - 06.2.28)
- 2010년 3월 1일 : 경기도교육청지정 방과후학교 시범학교 운영
- 2012년 11월 14일 : 급식소 증축 완공 및 개소
- 2021년 3월 1일 : 제10대 이은봉 교장 취임
- 2023년 12월 28일 : 제30회 졸업장 수여식(212명, 연인원 13848명)
- 2024년 3월 4일 : 2024학년도 입학식(9학급 231명)

## 참고 자료
- 계남고등학교 - 한국교육학술정보원 학교알리미